# Simon Townshend
Pour les articles homonymes, voir Townshend.
Simon Townshend, né le 10 octobre 1960 à Chiswick, est un musicien britannique.

## Biographie

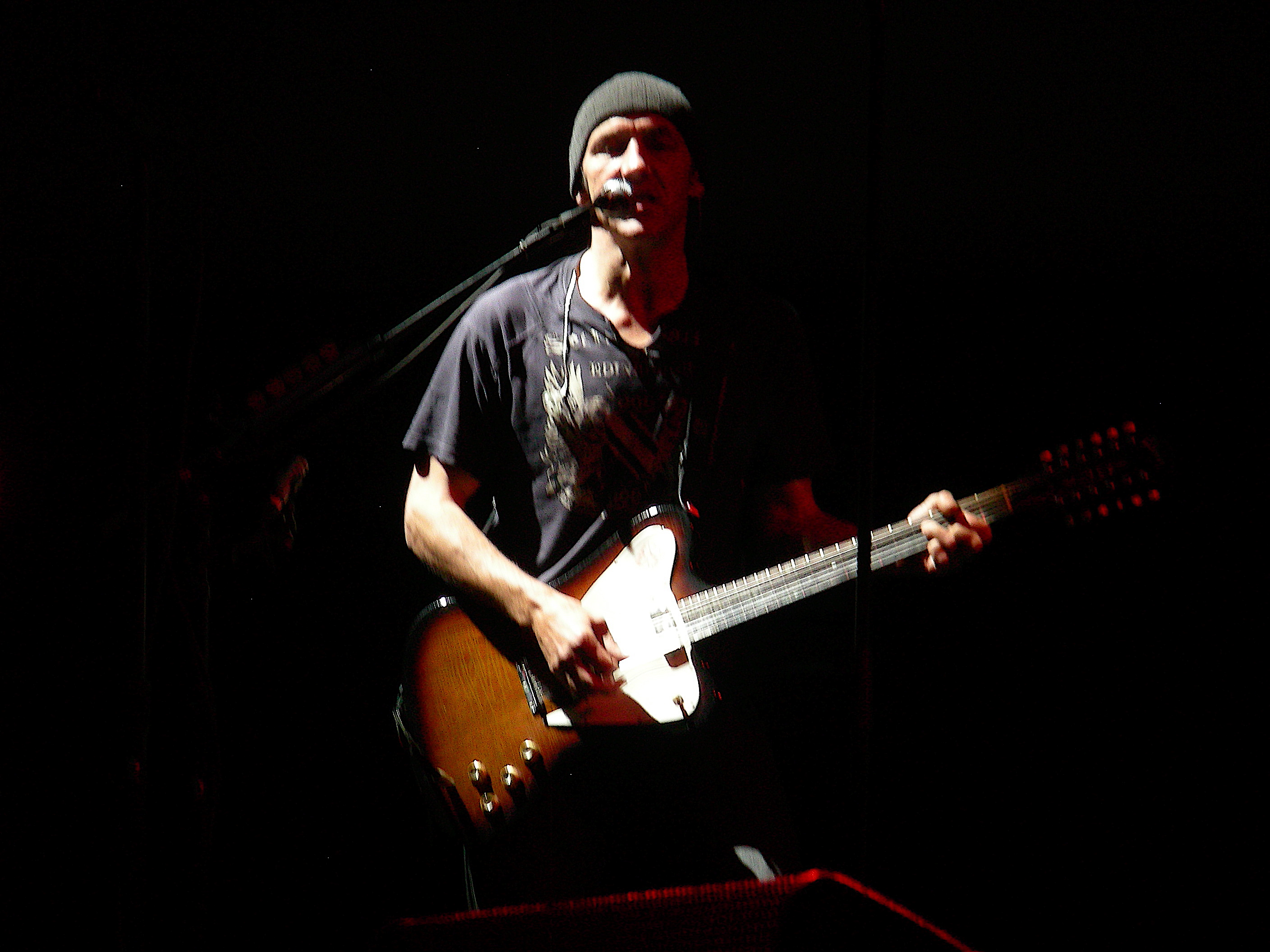
Simon Townshend

Il est le jeune frère de Pete Townshend, le guitariste du groupe britannique The Who.
Il collabora avec ces mêmes Who, en assurant la guitare rythmique dans leurs lives des années 1990 et de 2002 à nos jours, tout en passant dans les premières parties, lors de la tournée 2006 en Europe avec son supergroupe Casbah Club.